# Mími

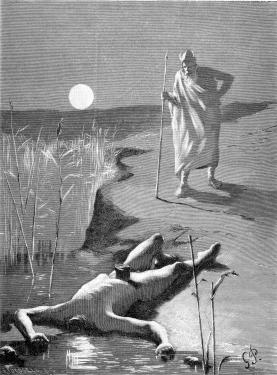
Georg Pauli, Ódin stojí u Mímiho bezhlavého těla, 19. století

Mími, též Mím, je severský bůh označovaný za nejmoudřejšího z rodů Ásů. Po válce mezi rody bohů byl poslán společně s Hoenirem jako rukojmí k Vanům, těmi byl však stať a jeho hlava poslána Ódinovi, který se s ní pak radil. Kromě Mímiho hlavy byla známa také Mímiho studna u kořenů Yggdrasilu, z které Ódin pil, aby získal moudrost.

## Prameny
| Vím dobře, Ódine, kams oko dal. V slavné je schováno Mímiho studni. Pije Mími každé ráno ze zástavy vládce - Ví někdo víc? |
| Vědmina píseň, Poetická Edda                                                                                               |

V Poetické Eddě je Mími zmiňován pouze několikrát a to v obratech „Mímiho studna“ a “Mímiho hlava“. Vědmina píseň kromě toho hovoří o Mímových synech, pravděpodobně Ásech, a Píseň o Sigrdrífě hovoří o mluvící Mímově hlavě v souvislosti s tajemství run, což svědčí o tom že Mími a Mím jsou jednou postavou či byli vzájemně zaměňováni. V Písni o Fjölsvinnim je zmiňován Mímameid „Mímího strom“, čímž je snad myšlen Yggdrasil.
Snorri Sturluson zmiňuje Mímiho dvakrát: podle Gylfiho oblouznění se u druhého z kořenů Yggdrasilu, který vede k hrímtursům, nachází Mímiho studna, která ukrývá moudrost a poznání, které patří Mímimu, který z ní pije rohem Gjallarhornem. K této studni přišel také Ódin a žádal o doušek, za což musel dát v zástavu své oko. Sáze o Ynglinzích zase vypráví příběh o tom jak na konci války Ásů s Vany poslali Ásové Mímiho a Hoenira k Vanům v rámci výměny rukojmí. Hoenir se zdál vynikat v dovednostech náčelníka a Vanové jej proto pověřily těmito činnostmi. Hoenir však spoléhal ve všem na rady Mímiho a když ten nebyl nablízku na všechny dotazy odpovídal „Ať ostatní rozhodnou“. Vanové pak došli k závěru že byli podvedeni, Mímiho sťali a jeho hlavu poslali Ódinovi, který si ji ponechal a naslouchal jejím radám.
S Mímim může také souviset v podsvětí žijící stařec Mimingus, označovaný jako „lesní satyr“, zmiňovaný Saxem Grammaticem, u kterého hrdina Hadding získává kouzelný meč, a Míming, další kouzelný meč, který měl vykovat Vadi, otec Völunda.

## Etymologie a hypotézy
Jméno je spojováno s latinským memor „dbalý, pamětlivý“, ale také se staroanglickým meotud „osud“. John Lindow v souvislosti s první etymologií nabízí výklad že paměť je něčím vysoce ceněným Ódinem, ale podceňovaným Vany.
Hilda E. Davidson připodobňuje Mímiho ke Kvasimu, který je v Gylfiho oblouznění také označován za nejmoudřejšího z Ásů. Kvasir kromě toho vystupuje v jiné variantě příběhu o konci války Ásů s Vany, která je uváděna v Skáldskaparmálu, podle které na jednání o míru oba rody bohů naplivaly do sudu a z těchto slin se pak zrodil Kvasir, který byl zabit a z jehož krve vznikla medovina básnictví.
Hilda E. Davidson a John Lindow také uvažují o tom že Mími, ač řazen k Ásům, mohl být nějak spjat s jotuny. Naznačuje to například jeho úzké sepětí s tajemným věděním, kouzelnými zbraněmi, Yggdrasilem a umístění jeho studny u hrímtursů.